# Nomerobius argentinensis
Nomerobius argentinensis är en insektsart som beskrevs av Gonzalez Olazo 1990. Nomerobius argentinensis ingår i släktet Nomerobius och familjen florsländor. Inga underarter finns listade i Catalogue of Life.